# Акустичний пиловловлювач
Акусти́чний пиловло́влювач (англ. sonic (acoustic) dust collector) — технологічний апарат для очищення запиленого газу (повітря) шляхом осадження тонкодисперсного пилу в звуковому або ультразвуковому полі.

## Принцип роботи
Дія акустичного пиловловлювача базується на здатності звукових хвиль залучати до коливань дрібні частинки пилу, збільшуючи число їх зіткнень між собою. Це призводить до інтенсифікації процесів коагуляції та агломерації (укрупнення) часток пилу і випадання їх з повітряного потоку.
Акустичне поле створюється зазвичай газоструминним генератором.
Відокремлення укрупнених частинок може здійснюватися в окремому пиловловлювачі, наприклад, циклоні, послідовно сполученому з акустичним газоочисником.

## Технічні характеристики
Акустичне очищення газів проводять при частоті коливань 2…50 кГц, інтенсивності звуку 0,1…0,3 Вт/см² і тривалості перебування газу в акустичному полі 1…4 с. Цей спосіб пиловловлення застосовується для тонкого очищення гарячих газів (до 550 °C), а також хімічно агресивних і вибухонебезпечних газів.
Акустичне пиловловлення ефективне при порівняно високій (1…5 г/м³ і більше) запиленості повітря, що очищається. При низькій запиленості ефект акустичної коагуляції є невисоким.

## Переваги та недоліки
Пиловловлювальне устаткування акустичної дії відрізняються простотою і компактністю. Основні недоліки:
- висока витрата енергії (від 0,7 до 2 кВт·год на 1000 м³ газу);
- важкі умови праці обслуговчого персоналу (для випадку звукових частот).

## Використання
Акустичне пиловловлення застосовується в закритих апаратах промисловості будівельних матеріалів, хімічної, гірничої промисловості,  тощо.